# Winnipeg Challenger 2023
Il Winnipeg Challenger 2023, noto anche come Winnipeg National Bank Challenger presented by MBuilds, è stato un torneo maschile di tennis professionistico giocato sul cemento. È stata la 6ª edizione del torneo, facente parte della categoria Challenger 75 nell'ambito dell'ATP Challenger Tour 2023. Si è giocato al Winnipeg Lawn Tennis Club di Winnipeg, in Canada, dal 14 al 19 agosto 2023.

## Partecipanti

### Teste di serie
| Nazionalità | Giocatore        | Ranking* | Testa di serie |
| ----------- | ---------------- | -------- | -------------- |
| Regno Unito | Jack Draper      | 83       | 1              |
| Belgio      | David Goffin     | 97       | 2              |
| Francia     | Benjamin Bonzi   | 102      | 3              |
| Regno Unito | Liam Broady      | 123      | 4              |
| Italia      | Luca Nardi       | 126      | 5              |
| Francia     | Arthur Cazaux    | 128      | 6              |
| Svizzera    | Dominic Stricker | 130      | 7              |
| Canada      | Gabriel Diallo   | 141      | 8              |

* Ranking al 7 agosto 2023.

### Altri partecipanti
I seguenti giocatori hanno ricevuto una wild card per il tabellone principale:
- Taha Baadi
- Dan Martin
- Brayden Schnur

Il seguente giocatore è entrato in tabellone con il ranking protetto:
- Thai-Son Kwiatkowski

I seguenti giocatori sono entrati in tabellone come alternate:
- Billy Harris
- Christian Harrison
- Ryan Peniston

I seguenti giocatori sono passati dalle qualificazioni:
- Kiranpal Pannu
- Aidan Mayo
- Omni Kumar
- Ulises Blanch
- Strong Kirchheimer
- Darian King

## Punti e montepremi
| Torneo    | Torneo              | V      | F     | SF    | QF    | 2T    | 1T  | Q | Q2  | Q1  |
| Singolare | Punti               | 75     | 50    | 30    | 16    | 7     | 0   | 4 | 2   | 0   |
| Singolare | Premi in denaro ($) | 10,840 | 6,355 | 3,780 | 2,200 | 1,300 | 780 | – | 390 | 200 |
| Doppio    | Punti               | 75     | 50    | 30    | 16    | –     | 0   | – | –   | –   |
| Doppio    | Premi in denaro ($) | 4,645  | 2,700 | 1,630 | 965   | –     | 545 | – | –   | –   |

## Campioni

### Singolare
Ryan Peniston ha sconfitto in finale  Leandro Riedi con il punteggio di 6–4, 4–6, 6–4.

### Doppio
Gabriel Diallo /  Leandro Riedi hanno sconfitto in finale  Juan Carlos Aguilar /  Taha Baadi con il punteggio di 6–2, 6–3.